# Nasrin
Nasrin (Nasrine) eller Nisrin är ett kvinnonamn. På persiska betyder det Jonquil eller "Vild ros" (en liten vit blomma)'. På arabiska betecknar namnet de två stjärnbilderna örnen och lyran.